# Asterolecanium coffeae
Espèce
Asterolecanium coffeae est une espèce d'insectes hémiptères de la famille des Asterolecaniidae.
C'est un ravageur de diverses espèces de caféiers du genre Coffea en Angola, République démocratique du Congo et Afrique occidentale.